# Línea 182 (Interurbanos Madrid)
La línea 182 de la red de autobuses interurbanos de Madrid une la terminal subterránea de autobuses del Intercambiador de Plaza de Castilla con Alalpardo y Valdeolmos.

## Características
Esta línea une Madrid, Alalpardo y Valdeolmos a través de la A-1 con un recorrido que dura aproximadamente 50 min entre cabeceras.
El recorrido normal circula por la A-1 sin entrar dentro del casco urbano de Alcobendas ni San Sebastián de los Reyes, realizando paradas en la vía de servicio de la A-1 antes de tomar la A-1 y circular hasta la salida 23 donde se desvía hacia la carretera M-100 en dirección a Algete. Existen algunas expediciones que sí circulan por los cascos urbanos de Alcobendas y San Sebastián de los Reyes, haciéndolo por la avenida Olímpica y el paseo de Europa a la ida, y el paseo de Europa y el bulevar de Salvador Allende a la vuelta; ambas circulando por la N-1 antes de llegar a la carretera M-100.
Algunas expediciones prolongan su recorrido a El Casar, Mesones, Tamajón y Arroyo de las Fraguas salen fuera de la Comunidad de Madrid, circulando por las zonas tarifarias E1 y E2 pertenecientes a Guadalajara, y expediciones que dan servicio al Hospital Infanta Sofía, además de combinaciones de los anteriores recorridos mencionados.
Los recorridos que continúan a Tamajón y Arroyo de las Fraguas se extienden tanto en distancia (se encuentran entre los recorridos más largos de todas las líneas interurbanas que opera el CRTM) que exceden la corona tarifaria E2 y realizan paradas que no tienen zona tarifaria asociada. Internamente el CRTM las denomina SZ (sin zona). Esta línea es de las pocas que poseen unas tarifas especiales al circular fuera de la Comunidad de Madrid. Además de esta condición y a pesar de que se permite utilizar el Abono Transporte en las zonas tarifarias E1 y E2, existen restricciones especiales para los ámbitos de validez:
- No se permiten los viajes de una zona a otra, es decir, de la zona E1 a la zona E2, o viceversa.
- No se permiten los viajes dentro de la propia zona, es decir, viajes con origen y destino la zona E1, o la zona E2.

Estas restricciones no existen a la hora de abonar billetes sencillos. Además, debido a que estas expediciones especiales realizan paradas que no tienen una corona tarifaria asociada a ellas, solo se puede llegar a ellas mediante billetes sencillos. Ni siquiera el Abono Transporte Joven (que tiene validez en todas las zonas de la Comunidad de Madrid además de las zonas E1 y E2) puede utilizarse en estas paradas. Se puede utilizar el Abono Transporte para llegar a la zona de validez que contenga dicho abono y abonar la diferencia.
Estas expediciones tan largas tienen fines turísticos, puesto que ambas operan en torno a los días festivos o fines de semana. Las expediciones que llegan a Arroyo de las Fraguas solo se realizan los lunes y viernes, dejando el fin de semana intencionadamente entremedias, para usarla de ida los viernes y usarla de vuelta los lunes. Las expediciones que llegan a Tamajón se realizan viernes y vísperas de festivo, además de sábados laborables, domingos y festivos; también con la intención de usarlas de ida los viernes o sábados, y usarlas de vuelta los domingos y festivos. Estas expediciones prolongan el tiempo de viaje desde Valdeolmos a sus destinos en 1h para Tamajón y 2h para Arroyo de las Fraguas.
Existe una única expedición que llega a Mesones los sábados laborables (pasando previamente por El Casar) que al llegar a su fin, realiza el recorrido de vuelta bajo la línea 184.
La línea sirve de complemento a las ya existentes que comunican el Intercambiador de Plaza de Castilla con Algete: la 181, 183 y 185. Además de la línea 180 que sirve para comunicar Algete con la estación de Cercanías de Alcobendas-S.S. Reyes de la línea C-4a o el Metro de Madrid con la estación Hospital Infanta Sofía de la línea 10. Estas líneas no circulan por el interior de los cascos urbanos de Alcobendas ni San Sebastián de los Reyes, solo la línea 180.
Los recorridos que continúan a El Casar y Mesones complementan dichas localidades con la línea 184.
Los recorridos que continúan a El Casar y posteriores pueblos no realizan la parada de cabecera de la línea situada en la calle de Zarzuela en Valdeolmos, sino que continúan por la carretera M-123.
Antiguamente la línea poseía expediciones que continuaban a la Urbanización El Coto en El Casar (las expediciones que continúan a El Casar solo llegan al centro del pueblo), siendo actualmente solo la línea 184 la que da servicio a la Urbanización El Coto, además de los autobuses urbanos de El Casar (estas líneas no las regula el CRTM, pero sí las opera la empresa Interbus bajo el Ayuntamiento de El Casar). También la línea contaba con expediciones que partían desde Alcobendas. Actualmente no existen dichas expediciones.
Siguiendo la numeración de líneas del CRTM, las líneas que circulan por el corredor 1 son aquellas que dan servicio a los municipios situados en torno a la A-1 y comienzan con un 1. Aquellas numeradas dentro de la decena 180 corresponden a aquellas que circulan por Algete.
La línea no mantiene los mismos horarios todo el año, desde el 16 de julio al 31 de agosto se reducen el número de expediciones los días laborables entre semana (sábados laborables, domingos y festivos tienen los mismos horarios todo el año), además de los días excepcionales vísperas de festivo y festivos de Navidad en los que los horarios también cambian y se reducen.
Está operada por la empresa Interbus mediante la concesión administrativa VCM-101 - Madrid - Alcobendas - Algete - Tamajón (Viajeros Comunidad de Madrid) del Consorcio Regional de Transportes de Madrid.

### Sublíneas
Aquí se recogen todas las distintas sublíneas que ha tenido la línea 182, incluyendo aquellas dadas de baja. La denominación de sublíneas que utiliza el CRTM es la siguiente:
- Número de línea (182)
- Sentido de circulación (1 ida, 2 vuelta)
- Número de sublínea

Por ejemplo, la sublínea 182104 corresponde a la línea 182, sentido 1 (ida) y el número 04 de numeración de sublíneas creadas hasta la fecha.
Las sublíneas marcadas en negrita corresponden a sublíneas que actualmente se encuentran dadas de baja o se desconoce su ruta y denominación. Las sublíneas desconocidas podrían pertenecer a las expediciones mencionadas anteriormente: Alcobendas - Valdeolmos, Madrid - Urbanización El Coto y viceversa, y una tercera que se desconoce. Esas expediciones están actualmente dadas de baja y se desconocen más detalles sobre ellas.
| Ida    | Ruta        | Itinerario                                      | Vuelta | Ruta                             | Itinerario                                      |
| 182101 | -           | Madrid - Valdeolmos                             | 182201 | -                                | Valdeolmos - Madrid                             |
| 182102 | Desconocido | Desconocido                                     | 182202 | Desconocido                      | Desconocido                                     |
| 182103 | t           | Madrid - Tamajón                                | 182203 | t                                | Tamajón - Madrid                                |
| 182104 | r           | Madrid - Arroyo de las Fraguas                  | 182204 | r                                | Arroyo de las Fraguas - Madrid                  |
| 182105 | m           | Madrid - Mesones                                | 182205 | No existe la ruta "m" de vuelta  | No existe la ruta "m" de vuelta                 |
| 182106 | h           | Madrid - Valdeolmos, por Hospital Infanta Sofía | 182206 | h                                | Valdeolmos - Madrid, por Hospital Infanta Sofía |
| 182107 | ca          | Madrid - El Casar, por Alcobendas               | 182207 | No existe la ruta "ca" de vuelta | No existe la ruta "ca" de vuelta                |
| 182108 | c           | Madrid - El Casar                               | 182208 | c                                | El Casar - Madrid                               |
| 182109 | Desconocido | Desconocido                                     | 182209 | Desconocido                      | Desconocido                                     |
| 182110 | Desconocido | Desconocido                                     | 182210 | Desconocido                      | Desconocido                                     |
| 182111 | sa          | Madrid superficie - Valdeolmos, por Alcobendas  | 182211 | sa                               | Valdeolmos - Madrid superficie, por Alcobendas  |
| 182112 | sca         | Madrid superficie - El Casar, por Alcobendas    | 182212 | sca                              | El Casar - Madrid superficie, por Alcobendas    |

## Horarios
Los horarios que no sean cabecera son aproximados.

### 1 septiembre - 15 julio
| Lunes a viernes laborables              |                     |                     |                     |                     |                     |                     |                     |                     |                     |                     |                     |                     |                     |                     |                     |                     |                     |
| Madrid > Valdeolmos                     | Madrid > Valdeolmos | Madrid > Valdeolmos | Madrid > Valdeolmos | Madrid > Valdeolmos | Madrid > Valdeolmos | Madrid > Valdeolmos | Madrid > Valdeolmos | Madrid > Valdeolmos | Valdeolmos > Madrid | Valdeolmos > Madrid | Valdeolmos > Madrid | Valdeolmos > Madrid | Valdeolmos > Madrid | Valdeolmos > Madrid | Valdeolmos > Madrid | Valdeolmos > Madrid | Valdeolmos > Madrid |
| Madrid                                  | Alcobendas          | S.S. Reyes          | Hospital            | Algete              | Alalpardo           | Valdeolmos          | C/ Zarzuela         | Hasta...            | Desde...            | C/ Zarzuela         | Valdeolmos          | Alalpardo           | Algete              | Hospital            | S.S. Reyes          | Alcobendas          | Madrid              |
| 06:45                                   | →                   | →                   | →                   | 07:15               | 07:25               | 07:30               | 07:32               |                     |                     | 06:30               | 06:33               | 06:35               | 06:45               | →                   | →                   | →                   | 07:15               |
| 07:15                                   | →                   | →                   | →                   | 07:45               | 07:55               | 08:00               | 08:02               | 07:00               | 07:03               | 07:05               | 07:15               | →                   | →                   | →                   | 07:45               |                     |                     |
| 07:45                                   | →                   | →                   | →                   | 08:15               | 08:25               | 08:30               | →                   | El Casar            | 07:30               | 07:33               | 07:35               | 07:45               | 07:55               | →                   | →                   | 08:15               |                     |
| 08:45                                   | →                   | →                   | →                   | 09:15               | 09:25               | 09:30               | 09:32               |                     | El Casar 07:45      | →                   | 07:55               | 08:00               | 08:10               | →                   | →                   | →                   | 08:40               |
| 09:50                                   | →                   | →                   | →                   | 10:20               | 10:30               | 10:35               | 10:37               |                     | 08:05               | 08:08               | 08:10               | 08:20               | →                   | →                   | →                   | 08:50               |                     |
| 10:50                                   | →                   | →                   | →                   | 11:20               | 11:30               | 11:35               | 11:37               | El Casar 08:50      | →                   | 09:00               | 09:05               | 09:15               | →                   | →                   | →                   | 09:45               |                     |
| 11:45                                   | →                   | →                   | →                   | 12:25               | 12:35               | 12:40               | →                   | Arroyo Fraguas      |                     | 09:35               | 09:38               | 09:40               | 09:50               | 10:00               | →                   | →                   | 10:20               |
| 11:50                                   | →                   | →                   | 12:05               | 12:20               | 12:30               | 12:35               | 12:37               |                     | 10:35               | 10:38               | 10:40               | 10:50               | →                   | →                   | →                   | 11:20               |                     |
| 12:50                                   | →                   | →                   | →                   | 13:20               | 13:30               | 13:35               | 13:37               | 11:35               | 11:38               | 11:40               | 11:50               | →                   | →                   | →                   | 12:20               |                     |                     |
| 14:00                                   | →                   | →                   | →                   | 14:30               | 14:40               | 14:45               | →                   | El Casar            | 12:35               | 12:38               | 12:40               | 12:50               | 13:00               | →                   | →                   | 13:20               |                     |
| 14:45                                   | →                   | →                   | 15:00               | 15:15               | 15:25               | 15:30               | 15:32               |                     | 13:35               | 13:38               | 13:40               | 13:50               | →                   | →                   | →                   | 14:20               |                     |
| 15:50                                   | →                   | →                   | →                   | 16:20               | 16:30               | 16:35               | 16:37               | El Casar 14:25      | →                   | 14:35               | 14:40               | 14:50               | →                   | →                   | →                   | 15:20               |                     |
| 16:50                                   | →                   | →                   | →                   | 17:20               | 17:30               | 17:35               | 17:37               |                     | 15:35               | 15:38               | 15:40               | 15:50               | 16:00               | →                   | →                   | 16:20               |                     |
| 17:45                                   | →                   | →                   | 18:00               | 18:15               | 18:25               | 18:30               | 18:32               | A. Fraguas 14:30    | →                   | 16:25               | 16:30               | 16:40               | →                   | →                   | →                   | 17:10               |                     |
| 18:30                                   | →                   | →                   | →                   | 19:00               | 19:10               | 19:15               | →                   | Tamajón             |                     | 16:35               | 16:38               | 16:40               | 16:50               | →                   | →                   | →                   | 17:20               |
| 18:45                                   | →                   | →                   | →                   | 19:15               | 19:25               | 19:30               | 19:32               |                     | 17:35               | 17:38               | 17:40               | 17:50               | 18:00               | →                   | →                   | 18:20               |                     |
| 19:45                                   | →                   | →                   | 20:00               | 20:15               | 20:25               | 20:30               | 20:32               | 18:35               | 18:38               | 18:40               | 18:50               | →                   | →                   | →                   | 19:20               |                     |                     |
| 20:50                                   | →                   | →                   | →                   | 21:20               | 21:30               | 21:35               | →                   | El Casar            | 19:35               | 19:38               | 19:40               | 19:50               | 20:00               | →                   | →                   | 20:20               |                     |
| 22:00                                   | →                   | →                   | →                   | 22:30               | 22:40               | 22:45               | 22:47               |                     | 20:35               | 20:38               | 20:40               | 20:50               | →                   | →                   | →                   | 21:20               |                     |
| 22:40                                   | 22:50               | 22:53               | 22:55               | 23:05               | 23:15               | 23:20               | →                   | El Casar            | Tamajón 20:45       | →                   | 21:40               | 21:45               | 21:50               | →                   | →                   | →                   | 22:25               |
| 00:45                                   | 00:55               | 00:58               | 01:00               | 01:10               | 01:20               | 01:25               | 01:27               |                     | El Casar 21:35      | →                   | 21:45               | 21:50               | 22:00               | →                   | →                   | →                   | 22:30               |
|                                         |                     |                     |                     |                     |                     |                     |                     |                     | El Casar 22:35      | →                   | 22:45               | 22:50               | 23:00               | →                   | →                   | →                   | 23:30               |
| Noches de viernes y vísperas de festivo |                     |                     |                     |                     |                     |                     |                     |                     |                     |                     |                     |                     |                     |                     |                     |                     |                     |
| 01:15                                   | 01:25               | 01:28               | 01:30               | 01:40               | 01:50               | 01:55               | →                   | El Casar            |                     | 01:15               | 01:18               | 01:20               | 01:30               | 01:40               | 01:42               | 01:45               | 02:00               |
| 04:00                                   | 04:10               | 04:13               | 04:15               | 04:25               | 04:35               | 04:40               | 04:42               |                     | 04:45               | 04:48               | 04:50               | 05:00               | 05:10               | 05:12               | 05:15               | 05:30               |                     |
| Todo el año                             |                     |                     |                     |                     |                     |                     |                     |                     |                     |                     |                     |                     |                     |                     |                     |                     |                     |
| Sábados laborables laborables           |                     |                     |                     |                     |                     |                     |                     |                     |                     |                     |                     |                     |                     |                     |                     |                     |                     |
| Madrid > Valdeolmos                     | Madrid > Valdeolmos | Madrid > Valdeolmos | Madrid > Valdeolmos | Madrid > Valdeolmos | Madrid > Valdeolmos | Madrid > Valdeolmos | Madrid > Valdeolmos | Madrid > Valdeolmos | Valdeolmos > Madrid | Valdeolmos > Madrid | Valdeolmos > Madrid | Valdeolmos > Madrid | Valdeolmos > Madrid | Valdeolmos > Madrid | Valdeolmos > Madrid | Valdeolmos > Madrid | Valdeolmos > Madrid |
| Madrid                                  | Alcobendas          | S.S. Reyes          | Hospital            | Algete              | Alalpardo           | Valdeolmos          | C/ Zarzuela         | Hasta...            | Desde...            | C/ Zarzuela         | Valdeolmos          | Alalpardo           | Algete              | Hospital            | S.S. Reyes          | Alcobendas          | Madrid              |
| 07:50                                   | →                   | →                   | →                   | 08:20               | 08:30               | 08:40               | →                   | El Casar            |                     | 07:00               | 07:03               | 07:05               | 07:15               | →                   | →                   | →                   | 07:45               |
| 09:15                                   | →                   | →                   | →                   | 09:45               | 09:50               | 09:55               | →                   | Tamajón             | El Casar 08:45      | →                   | 08:55               | 09:00               | 09:10               | →                   | →                   | →                   | 09:40               |
| 09:50                                   | →                   | →                   | →                   | 10:20               | 10:25               | 10:30               | 10:32               |                     |                     | 10:35               | 10:38               | 10:40               | 10:50               | →                   | →                   | →                   | 11:20               |
| 11:50                                   | →                   | →                   | →                   | 12:20               | 12:25               | 12:30               | 12:32               | Tamajón 11:00       | →                   | 11:55               | 12:00               | 12:10               | →                   | →                   | →                   | 12:40               |                     |
| 13:50                                   | →                   | →                   | →                   | 14:20               | 14:25               | 14:30               | →                   | Mesones             |                     | 12:35               | 12:38               | 12:40               | 12:50               | →                   | →                   | →                   | 13:20               |
| 15:55                                   | →                   | →                   | →                   | 16:25               | 16:30               | 16:35               | 16:37               |                     | El Casar 14:20      | →                   | 14:30               | 14:35               | 14:45               | →                   | →                   | →                   | 15:20               |
| 17:50                                   | →                   | →                   | →                   | 18:20               | 18:25               | 18:30               | 18:32               |                     | 16:35               | 16:38               | 16:40               | 16:50               | →                   | →                   | →                   | 17:20               |                     |
| 19:50                                   | →                   | →                   | →                   | 20:20               | 20:25               | 20:30               | 20:32               | 18:35               | 18:38               | 18:40               | 18:50               | →                   | →                   | →                   | 19:20               |                     |                     |
| 22:00                                   | →                   | →                   | →                   | 22:30               | 22:40               | 22:45               | 22:47               | 20:35               | 20:38               | 20:40               | 20:50               | →                   | →                   | →                   | 21:20               |                     |                     |
| 00:30                                   | 00:40               | 00:43               | 00:45               | 00:55               | 01:05               | 01:10               | 01:12               | El Casar 22:30      | →                   | 22:40               | 22:45               | 22:55               | →                   | →                   | →                   | 23:25               |                     |
| 04:00                                   | 04:10               | 04:13               | 04:15               | 04:25               | 04:35               | 04:40               | 04:42               |                     | 01:15               | 01:18               | 01:20               | 01:30               | 01:40               | 01:42               | 01:45               | 02:00               |                     |
|                                         |                     |                     |                     |                     |                     |                     |                     |                     | 04:45               | 04:48               | 04:50               | 05:00               | 05:10               | 05:12               | 05:15               | 05:30               |                     |
| Todo el año                             |                     |                     |                     |                     |                     |                     |                     |                     |                     |                     |                     |                     |                     |                     |                     |                     |                     |
| Domingos y festivos                     |                     |                     |                     |                     |                     |                     |                     |                     |                     |                     |                     |                     |                     |                     |                     |                     |                     |
| Madrid > Valdeolmos                     | Madrid > Valdeolmos | Madrid > Valdeolmos | Madrid > Valdeolmos | Madrid > Valdeolmos | Madrid > Valdeolmos | Madrid > Valdeolmos | Madrid > Valdeolmos | Madrid > Valdeolmos | Valdeolmos > Madrid | Valdeolmos > Madrid | Valdeolmos > Madrid | Valdeolmos > Madrid | Valdeolmos > Madrid | Valdeolmos > Madrid | Valdeolmos > Madrid | Valdeolmos > Madrid | Valdeolmos > Madrid |
| Madrid                                  | Alcobendas          | S.S. Reyes          | Hospital            | Algete              | Alalpardo           | Valdeolmos          | C/ Zarzuela         | Hasta...            | Desde...            | C/ Zarzuela         | Valdeolmos          | Alalpardo           | Algete              | Hospital            | S.S. Reyes          | Alcobendas          | Madrid              |
| 07:50                                   | →                   | →                   | →                   | 08:20               | 08:30               | 08:40               | →                   | El Casar            |                     | 07:00               | 07:03               | 07:05               | 07:15               | →                   | →                   | →                   | 07:45               |
| 09:50                                   | →                   | →                   | →                   | 10:20               | 10:25               | 10:30               | 10:32               |                     | El Casar 08:45      | →                   | 08:55               | 09:00               | 09:10               | →                   | →                   | →                   | 09:40               |
| 11:50                                   | →                   | →                   | →                   | 12:20               | 12:25               | 12:30               | 12:32               |                     | 10:35               | 10:38               | 10:40               | 10:50               | →                   | →                   | →                   | 11:20               |                     |
| 13:50                                   | →                   | →                   | →                   | 14:20               | 14:25               | 14:30               | →                   | Mesones             | 12:35               | 12:38               | 12:40               | 12:50               | →                   | →                   | →                   | 13:20               |                     |
| 15:55                                   | →                   | →                   | →                   | 16:25               | 16:30               | 16:35               | 16:37               |                     | El Casar 14:20      | →                   | 14:30               | 14:35               | 14:45               | →                   | →                   | →                   | 15:20               |
| 16:45                                   | →                   | →                   | →                   | 17:15               | 17:20               | 17:25               | →                   | Tamajón             |                     | 16:35               | 16:38               | 16:40               | 16:50               | →                   | →                   | →                   | 17:20               |
| 17:50                                   | →                   | →                   | →                   | 18:20               | 18:25               | 18:30               | 18:32               |                     | Tamajón 18:30       | →                   | 19:15               | 19:20               | 19:30               | →                   | →                   | →                   | 20:00               |
| 18:45                                   | →                   | →                   | →                   | 19:15               | 19:20               | 19:25               | →                   | Tamajón             |                     | 18:35               | 18:38               | 18:40               | 18:50               | →                   | →                   | →                   | 19:20               |
| 19:50                                   | →                   | →                   | →                   | 20:20               | 20:25               | 20:30               | 20:32               |                     | Tamajón 20:30       | →                   | 21:15               | 21:20               | 21:30               | →                   | →                   | →                   | 22:00               |
| 22:00                                   | →                   | →                   | →                   | 22:30               | 22:40               | 22:45               | 22:47               |                     | 20:35               | 20:38               | 20:40               | 20:50               | →                   | →                   | →                   | 21:20               |                     |
| 00:30                                   | 00:40               | 00:43               | 00:45               | 00:55               | 01:05               | 01:10               | 01:12               | El Casar 22:30      | →                   | 22:40               | 22:45               | 22:55               | →                   | →                   | →                   | 23:25               |                     |

### 16 julio - 31 agosto
| Lunes a viernes laborables              |                     |                     |                     |                     |                     |                     |                     |                     |                     |                     |                     |                     |                     |                     |                     |                     |                     |
| Madrid > Valdeolmos                     | Madrid > Valdeolmos | Madrid > Valdeolmos | Madrid > Valdeolmos | Madrid > Valdeolmos | Madrid > Valdeolmos | Madrid > Valdeolmos | Madrid > Valdeolmos | Madrid > Valdeolmos | Valdeolmos > Madrid | Valdeolmos > Madrid | Valdeolmos > Madrid | Valdeolmos > Madrid | Valdeolmos > Madrid | Valdeolmos > Madrid | Valdeolmos > Madrid | Valdeolmos > Madrid | Valdeolmos > Madrid |
| Madrid                                  | Alcobendas          | S.S. Reyes          | Hospital            | Algete              | Alalpardo           | Valdeolmos          | C/ Zarzuela         | Hasta...            | Desde...            | C/ Zarzuela         | Valdeolmos          | Alalpardo           | Algete              | Hospital            | S.S. Reyes          | Alcobendas          | Madrid              |
| 06:45                                   | →                   | →                   | →                   | 07:15               | 07:25               | 07:30               | →                   | El Casar            |                     | 06:45               | 06:48               | 06:50               | 07:00               | →                   | →                   | →                   | 07:30               |
| 07:50                                   | →                   | →                   | →                   | 08:20               | 08:30               | 08:35               | 08:37               |                     | El Casar 07:35      | →                   | 07:45               | 07:50               | 08:00               | →                   | →                   | →                   | 08:30               |
| 09:50                                   | →                   | →                   | →                   | 10:20               | 10:30               | 10:35               | 10:37               |                     | 08:35               | 08:38               | 08:40               | 08:50               | 09:00               | →                   | →                   | 09:20               |                     |
| 10:50                                   | →                   | →                   | →                   | 11:20               | 11:30               | 11:35               | 11:37               | 10:35               | 10:38               | 10:40               | 10:50               | →                   | →                   | →                   | 11:20               |                     |                     |
| 11:45                                   | →                   | →                   | →                   | 12:25               | 12:35               | 12:40               | →                   | Arroyo Fraguas      | 11:35               | 11:38               | 11:40               | 11:50               | →                   | →                   | →                   | 12:20               |                     |
| 11:50                                   | →                   | →                   | 12:05               | 12:20               | 12:30               | 12:35               | 12:37               |                     | 12:35               | 12:38               | 12:40               | 12:50               | →                   | →                   | →                   | 13:20               |                     |
| 12:50                                   | →                   | →                   | →                   | 13:20               | 13:30               | 13:35               | 13:37               | 13:35               | 13:38               | 13:40               | 13:50               | →                   | →                   | →                   | 14:20               |                     |                     |
| 13:50                                   | →                   | →                   | →                   | 14:20               | 14:30               | 14:35               | →                   | El Casar            | El Casar 14:25      | →                   | 14:35               | 14:40               | 14:50               | →                   | →                   | →                   | 15:20               |
| 15:50                                   | →                   | →                   | →                   | 16:20               | 16:30               | 16:35               | 16:37               |                     | El Casar 15:25      | →                   | 15:35               | 15:40               | 15:50               | →                   | →                   | →                   | 16:20               |
| 16:50                                   | →                   | →                   | →                   | 17:20               | 17:30               | 17:35               | 17:37               | A. Fraguas 14:30    | →                   | 16:25               | 16:30               | 16:40               | →                   | →                   | →                   | 17:10               |                     |
| 18:30                                   | →                   | →                   | →                   | 19:00               | 19:10               | 19:15               | →                   | Tamajón             |                     | 16:35               | 16:38               | 16:40               | 16:50               | →                   | →                   | →                   | 17:20               |
| 18:50                                   | →                   | →                   | →                   | 19:20               | 19:30               | 19:35               | 19:37               |                     | 17:35               | 17:38               | 17:40               | 17:50               | →                   | →                   | →                   | 18:20               |                     |
| 19:50                                   | →                   | →                   | 20:05               | 20:20               | 20:30               | 20:35               | 20:37               | 19:35               | 19:38               | 19:40               | 19:50               | 20:00               | →                   | →                   | 20:20               |                     |                     |
| 22:30                                   | →                   | →                   | →                   | 23:20               | 23:30               | 23:35               | 23:37               | 20:35               | 20:38               | 20:40               | 20:50               | →                   | →                   | →                   | 21:20               |                     |                     |
|                                         |                     |                     |                     |                     |                     |                     |                     |                     | Tamajón 20:45       | →                   | 21:40               | 21:45               | 21:50               | →                   | →                   | →                   | 22:25               |
| El Casar 22:35                          | →                   | 22:45               | 22:50               | 23:00               | →                   | →                   | →                   | 23:30               |                     |                     |                     |                     |                     |                     |                     |                     |                     |
| Noches de viernes y vísperas de festivo |                     |                     |                     |                     |                     |                     |                     |                     |                     |                     |                     |                     |                     |                     |                     |                     |                     |
| 01:15                                   | 01:25               | 01:28               | 01:30               | 01:40               | 01:50               | 01:55               | →                   | El Casar            | El Casar 01:15      | →                   | 01:25               | 01:30               | 01:40               | 01:50               | 01:52               | 01:55               | 02:10               |
| 04:00                                   | 04:10               | 04:13               | 04:15               | 04:25               | 04:35               | 04:40               | 04:42               |                     |                     | 04:45               | 04:48               | 04:50               | 05:00               | 05:10               | 05:12               | 05:15               | 05:30               |
| Todo el año                             |                     |                     |                     |                     |                     |                     |                     |                     |                     |                     |                     |                     |                     |                     |                     |                     |                     |
| Sábados laborables laborables           |                     |                     |                     |                     |                     |                     |                     |                     |                     |                     |                     |                     |                     |                     |                     |                     |                     |
| Madrid > Valdeolmos                     | Madrid > Valdeolmos | Madrid > Valdeolmos | Madrid > Valdeolmos | Madrid > Valdeolmos | Madrid > Valdeolmos | Madrid > Valdeolmos | Madrid > Valdeolmos | Madrid > Valdeolmos | Valdeolmos > Madrid | Valdeolmos > Madrid | Valdeolmos > Madrid | Valdeolmos > Madrid | Valdeolmos > Madrid | Valdeolmos > Madrid | Valdeolmos > Madrid | Valdeolmos > Madrid | Valdeolmos > Madrid |
| Madrid                                  | Alcobendas          | S.S. Reyes          | Hospital            | Algete              | Alalpardo           | Valdeolmos          | C/ Zarzuela         | Hasta...            | Desde...            | C/ Zarzuela         | Valdeolmos          | Alalpardo           | Algete              | Hospital            | S.S. Reyes          | Alcobendas          | Madrid              |
| 07:50                                   | →                   | →                   | →                   | 08:20               | 08:30               | 08:40               | →                   | El Casar            |                     | 07:00               | 07:03               | 07:05               | 07:15               | →                   | →                   | →                   | 07:45               |
| 09:15                                   | →                   | →                   | →                   | 09:45               | 09:50               | 09:55               | →                   | Tamajón             | El Casar 08:45      | →                   | 08:55               | 09:00               | 09:10               | →                   | →                   | →                   | 09:40               |
| 09:50                                   | →                   | →                   | →                   | 10:20               | 10:25               | 10:30               | 10:32               |                     |                     | 10:35               | 10:38               | 10:40               | 10:50               | →                   | →                   | →                   | 11:20               |
| 11:50                                   | →                   | →                   | →                   | 12:20               | 12:25               | 12:30               | 12:32               | Tamajón 11:00       | →                   | 11:55               | 12:00               | 12:10               | →                   | →                   | →                   | 12:40               |                     |
| 13:50                                   | →                   | →                   | →                   | 14:20               | 14:25               | 14:30               | →                   | Mesones             |                     | 12:35               | 12:38               | 12:40               | 12:50               | →                   | →                   | →                   | 13:20               |
| 15:55                                   | →                   | →                   | →                   | 16:25               | 16:30               | 16:35               | 16:37               |                     | El Casar 14:20      | →                   | 14:30               | 14:35               | 14:45               | →                   | →                   | →                   | 15:20               |
| 17:50                                   | →                   | →                   | →                   | 18:20               | 18:25               | 18:30               | 18:32               |                     | 16:35               | 16:38               | 16:40               | 16:50               | →                   | →                   | →                   | 17:20               |                     |
| 19:50                                   | →                   | →                   | →                   | 20:20               | 20:25               | 20:30               | 20:32               | 18:35               | 18:38               | 18:40               | 18:50               | →                   | →                   | →                   | 19:20               |                     |                     |
| 22:00                                   | →                   | →                   | →                   | 22:30               | 22:40               | 22:45               | 22:47               | 20:35               | 20:38               | 20:40               | 20:50               | →                   | →                   | →                   | 21:20               |                     |                     |
| 00:30                                   | 00:40               | 00:43               | 00:45               | 00:55               | 01:05               | 01:10               | 01:12               | El Casar 22:30      | →                   | 22:40               | 22:45               | 22:55               | →                   | →                   | →                   | 23:25               |                     |
| 04:00                                   | 04:10               | 04:13               | 04:15               | 04:25               | 04:35               | 04:40               | 04:42               |                     | 01:15               | 01:18               | 01:20               | 01:30               | 01:40               | 01:42               | 01:45               | 02:00               |                     |
|                                         |                     |                     |                     |                     |                     |                     |                     |                     | 04:45               | 04:48               | 04:50               | 05:00               | 05:10               | 05:12               | 05:15               | 05:30               |                     |
| Todo el año                             |                     |                     |                     |                     |                     |                     |                     |                     |                     |                     |                     |                     |                     |                     |                     |                     |                     |
| Domingos y festivos                     |                     |                     |                     |                     |                     |                     |                     |                     |                     |                     |                     |                     |                     |                     |                     |                     |                     |
| Madrid > Valdeolmos                     | Madrid > Valdeolmos | Madrid > Valdeolmos | Madrid > Valdeolmos | Madrid > Valdeolmos | Madrid > Valdeolmos | Madrid > Valdeolmos | Madrid > Valdeolmos | Madrid > Valdeolmos | Valdeolmos > Madrid | Valdeolmos > Madrid | Valdeolmos > Madrid | Valdeolmos > Madrid | Valdeolmos > Madrid | Valdeolmos > Madrid | Valdeolmos > Madrid | Valdeolmos > Madrid | Valdeolmos > Madrid |
| Madrid                                  | Alcobendas          | S.S. Reyes          | Hospital            | Algete              | Alalpardo           | Valdeolmos          | C/ Zarzuela         | Hasta...            | Desde...            | C/ Zarzuela         | Valdeolmos          | Alalpardo           | Algete              | Hospital            | S.S. Reyes          | Alcobendas          | Madrid              |
| 07:50                                   | →                   | →                   | →                   | 08:20               | 08:30               | 08:40               | →                   | El Casar            |                     | 07:00               | 07:03               | 07:05               | 07:15               | →                   | →                   | →                   | 07:45               |
| 09:50                                   | →                   | →                   | →                   | 10:20               | 10:25               | 10:30               | 10:32               |                     | El Casar 08:45      | →                   | 08:55               | 09:00               | 09:10               | →                   | →                   | →                   | 09:40               |
| 11:50                                   | →                   | →                   | →                   | 12:20               | 12:25               | 12:30               | 12:32               |                     | 10:35               | 10:38               | 10:40               | 10:50               | →                   | →                   | →                   | 11:20               |                     |
| 13:50                                   | →                   | →                   | →                   | 14:20               | 14:25               | 14:30               | →                   | Mesones             | 12:35               | 12:38               | 12:40               | 12:50               | →                   | →                   | →                   | 13:20               |                     |
| 15:55                                   | →                   | →                   | →                   | 16:25               | 16:30               | 16:35               | 16:37               |                     | El Casar 14:20      | →                   | 14:30               | 14:35               | 14:45               | →                   | →                   | →                   | 15:20               |
| 17:50                                   | →                   | →                   | →                   | 18:20               | 18:25               | 18:30               | 18:32               |                     | 16:35               | 16:38               | 16:40               | 16:50               | →                   | →                   | →                   | 17:20               |                     |
| 18:45                                   | →                   | →                   | →                   | 19:15               | 19:20               | 19:25               | →                   | Tamajón             | 18:35               | 18:38               | 18:40               | 18:50               | →                   | →                   | →                   | 19:20               |                     |
| 19:50                                   | →                   | →                   | →                   | 20:20               | 20:25               | 20:30               | 20:32               |                     | 20:35               | 20:38               | 20:40               | 20:50               | →                   | →                   | →                   | 21:20               |                     |
| 22:00                                   | →                   | →                   | →                   | 22:30               | 22:40               | 22:45               | 22:47               | Tamajón 20:30       | →                   | 21:15               | 21:20               | 21:30               | →                   | →                   | →                   | 22:00               |                     |
| 00:30                                   | 00:40               | 00:43               | 00:45               | 00:55               | 01:05               | 01:10               | 01:12               | El Casar 22:30      | →                   | 22:40               | 22:45               | 22:55               | →                   | →                   | →                   | 23:25               |                     |

1. 1 2 3 4 5 6 7 8 9 10 11 12 13 14 15 16 17 18 19 20 21 22 23 24 25 26 27 28 29 30  Continúa/procede de El Casar 10 minutos antes
2. 1 2 3 4 5 6 7 8 9 10 11 12 13 14  Por el Hospital Infanta Sofía
3. 1 2 3 4  Continúa/procede de Arroyo de las Fraguas 1h y 55 minutos antes
4. 1 2 3 4  Sólo lunes y viernes
5. 1 2 3 4 5 6 7 8 9 10 11 12 13 14  Continúa/procede de Tamajón 55 minutos antes
6. 1 2 3 4 5 6 7 8 9 10 11 12 13 14  Sólo viernes y vísperas de festivo
7. ↑  Continúa/procede de El Casar 10 minutos antes, por Alcobendas
8. 1 2 3 4 5 6 7 8 9 10 11 12 13 14 15 16  Sale/llega al Intercambiador de Plaza de Castilla en superficie, por Alcobendas
9. 1 2 3  Sale/llega al Intercambiador de Plaza de Castilla en superficie, continúa/procede de El Casar 10 minutos antes, por Alcobendas
10. 1 2 3 4  Continúa a Mesones (Vuelta con la línea 184)
11. 1 2  Sólo del 2 de octubre al 14 de mayo
12. 1 2  Sólo del 15 de mayo al 1 de octubre

NOTA: Los domingos y festivos tienen el mismo horario durante todo el año, a excepción de la expedición que circula a Tamajón y vuelve. Esta expedición atrasa 2h su salida entre el 15 de mayo y el 1 de octubre (a la ida desde las 16:45 a las 18:45, y a la vuelta desde las 18:30 a las 20:30). Es por ese motivo que se especifica en el horario del 1 de septiembre al 15 de julio las dos horas de salida distintas que realizaría la expedición en función de la fecha. En cambio, el horario del 16 de julio al 31 de agosto está ya dentro de las fechas en las que se especifica el cambio de horario de dicha expedición. Es por esto por lo que en la tabla de los horarios de verano solo se muestra la expedición que sale 2h más tarde de lo habitual que los horarios de invierno, puesto que durante este periodo del año circulará siempre a la misma hora.

## Recorrido y paradas

Esquema de dársenas del intercambiador subterráneo de Plaza de Castilla

### Sentido Valdeolmos
La línea inicia su recorrido en el intercambiador subterráneo de Plaza de Castilla, en la dársena 6 (los servicios que parten desde la superficie del intercambiador de Plaza de Castilla lo hacen desde la dársena 42), en este punto se establece correspondencia con todas las líneas de los corredores 1 y 7 con cabecera en el intercambiador de Plaza de Castilla. En la superficie efectúan parada varias líneas urbanas con las que tiene correspondencia, y a través de pasillos subterráneos enlaza con las líneas 1, 9 y 10 del Metro de Madrid.
Tras abandonar los túneles del intercambiador subterráneo, la línea sale al paseo de la Castellana, donde tiene una primera parada frente al Hospital La Paz (subida de viajeros). A partir de aquí sale por la M-30 hasta el nudo de Manoteras y toma la vía de servicio de la A-1.
En la vía de servicio tiene 4 paradas que prestan servicio al área industrial y empresarial de la A-1 hasta llegar al km. 23, donde se desvía hacia la carretera M-100 en dirección a Algete (2 paradas). En el cruce con la carretera M-111, toma la carretera M-106 parando en los polígonos industriales (3 paradas) hasta llegar al casco urbano de Algete.
Los servicios que pasan por Alcobendas y San Sebastián de los Reyes circulan por la avenida Olímpica (1 parada), la calle de Francisca Delgado (sin paradas) y el bulevar Salvador Allende (sin paradas) hasta llegar a la rotonda de Moscatelares. En ella toma el paseo de Europa (6 paradas). Circula por el mismo parando en el Hospital Infanta Sofía y hasta llegar al Centro Comercial Alegra, donde toma la N-1 (2 paradas). Al final de la N-1 se incorpora a la carretera M-100.
Los servicios que pasan por el Hospital Infanta Sofía no circulan por la avenida Olímpica de Alcobendas ni el paseo de Europa de San Sebastián de los Reyes, sino que toman la salida 20 y realizan parada en el Hospital Infanta Sofía (en sentido sur) antes de girar y continuar hacia el norte llegando al Centro Comercial Alegra y realizando las mismas paradas en la N-1 que los servicios que pasan por los cascos urbanos Alcobendas y San Sebastián de los Reyes.
Entra a Algete por la calle Mayor (1 parada), desviándose enseguida a la derecha por la calle del Caldo (1 parada), y al final de la misma gira para incorporarse a la Ronda de la Constitución (2 paradas), y toma la calle de San Roque entrando en la carretera M-123 hacia Alalpardo.
Antes de llegar a Alalpardo se adentra en la Urbanización Miraval (1 parada) y sale de ella para volver a tomar la carretera M-123. En el casco urbano de Alalpardo realiza 2 paradas, y antes de llegar a Valdeolmos para en la Urbanización El Retorno; hasta que finalmente entra en el casco urbano de Valdeolmos y realiza 2 paradas, teniendo su cabecera en la calle de Zarzuela.
Aquellas expediciones que continúan a El Casar, Mesones, Tamajón y Arroyo de las Fraguas no paran en la calle de Zarzuela y en cambio continúan por la carretera M-123. Aquí se realizan 4 paradas antes de abandonar la Comunidad de Madrid y entrar en Guadalajara en el término municipal de El Casar. Estas expediciones al abandonar la Comunidad de Madrid se adentran en la zona tarifaria E1. La carretera M-123 da paso a la CM-111 y la línea realiza una parada en la Urbanización Montecalderón de El Casar antes de llegar al cruce con la carretera N-320 y entrar en el casco urbano de El Casar para realizar una única parada, cabecera que comparte con la línea 184 en el cruce de la calle de la Unión con la calle de Juan Carlos I.
Antiguamente algunas expediciones continuaban a la Urbanización El Coto (El Casar), prolongando su recorrido en las mismas paradas que realiza la línea 184 antes de llegar a la cabecera, pero actualmente esas expediciones se han dado de baja y no existen ni circulan.
Los servicios que continúan a Mesones salen del casco urbano de El Casar hacia la carretera GU-1057, donde aquella expedición que llega a Mesones se desvía para entrar en la localidad mientras que aquellas que continúan a Tamajón o a Arroyo de las Fraguas realizan solo una parada en el cruce. Los servicios que continúan a Tamajón o a Arroyo de las Fraguas continúan por la carretera GU-1057 realizando parada en Valdenuño Fernández y Viñuelas (este último pueblo da paso a la zona tarifaria E2) antes de unirse a la carretera CM-1001. Circulan por ella parando en El Cubillo de Uceda, Casa de Uceda y la Urbanización Montehueco de Matarrubia. Desde aquí los próximos pueblos no tienen corona tarifaria y se aplican las condiciones especiales mencionadas en las características de la línea. Siguiendo la carretera CM-1001 llegan estas expediciones a Puebla de Beleña, donde las expediciones a Arroyo de las Fraguas continúan por la misma mientras que las que tienen como destino Tamajón se desvían por la carretera CM-1004. Hacia Tamajón realizan paradas en los cruces de La Mierla, Puebla de Valles y Retiendas antes de llegar finalmente a Tamajón tras un recorrido de aproximadamente 96 km. Las expediciones que llegan a Arroyo de las Fraguas continúan por la carretera CM-1001 hasta realizar parada en Cogolludo, desviarse hacia la carretera CM-1006 y realizar una parada en Veguillas y continuar hasta desviarse y terminar en Arroyo de las Fraguas tras un recorrido de aproximadamente 122 km. siendo así de los recorridos más largos de las líneas que opera el CRTM.
| Código | Zona | Localidad                  | Denominación                                                  | Ubicación                                        | Líneas de la parada | Metro                  |
| --- | ---- | -------------------------- | ------------------------------------------------------------- | ------------------------------------------------ | --- | ---------------------- |
| 17472G |      | Madrid                     | Intercambiador de Plaza de Castilla - Dársena 7               | Avenida de Asturias Nº2                          | 182 183 184 | Plaza de Castilla      |
| Cabecera de las expediciones que salen desde la superficie del Intercambiador de Plaza de Castilla                             |      |                            |                                                               |                                                  | |                        |
| 18074A |      | Madrid                     | Intercambiador de Plaza de Castilla - Dársena 42              | Paseo de la Castellana Nº195                     | 42 49 181 182 183 N103 | Plaza de Castilla      |
| Paradas del itinerario normal                                                                                                  |      |                            |                                                               |                                                  | |                        |
| 3253 |      | Madrid                     | Paseo de la Castellana - Hospital La Paz                      | Paseo de la Castellana Nº304 - Acceso Nudo Norte | 173 174 176 151 152C 153 154C 155 155B 156 157 157C 159 161 171 181 182 183 184 185 191193194195196197N101 N102 N103 N104 | Begoña                 |
| 3261 |      | Madrid                     | Avenida de Burgos - Avenida de Francisco Pi y Margall         | Avenida de Burgos km. 10,3                       | 173 174 176 151 152C 153 154C 155 155B 156 157 157C 159 161 171 181 182 183 184 185 N101 N102 N103                        |                        |
| 06686 |      | Madrid                     | Avenida de Burgos - Centro Comercial Sanchinarro              | Avenida de Burgos Nº133                          | 151 152C 153 154C 155 156 157 157C 158 159 161 171 181 182 183 184 185 N101 N102 N103                                     |                        |
| 06687 |      | Madrid                     | Avenida de Burgos - Dominicos                                 | Avenida de Burgos km. 11,3                       | 151 152C 153 154C 155 156 157 157C 158 159 161 171 181 182 183 184 185 N101 N102 N103                                     |                        |
| 06689 |      | Alcobendas                 | Carretera A-1 - Calle de Cuesta Blanca                        | Carretera de Irún km. 13,7                       | 151 152C 153 154C 156 158 159 161 171 181 182 183 184 185 N101 N102 N103                                                  |                        |
| Los servicios que pasan por Alcobendas y San Sebastián de los Reyes realizan las siguientes paradas                            |      |                            |                                                               |                                                  | |                        |
| 06692 |      | Alcobendas                 | Avenida Olímpica - Pabellón deportivo                         | Avenida Olímpica Nº3A                            | 151 152C 153 154 154C 156 158 161 171 181 182 183 191193194195196197N103 N104VAC-242                                      |                        |
| 15192 |      | San Sebastián de los Reyes | Paseo de Europa - Avenida del Juncal                          | Paseo de Europa Nº26                             | 152C 154 156 161 180 181 182 183 191193194195196197N103 N1044 7                                                           |                        |
| 06693 |      | San Sebastián de los Reyes | Paseo de Europa - Calle de María Santos Colmenar              | Paseo de Europa S/N.º                            | 152C 154 156 161 180 181 182 183 191 193 194 195 196 197 N103 N104 VAC-2424 7                                             |                        |
| 17237 |      | San Sebastián de los Reyes | Paseo de Europa - Calle de Leopoldo Gimeno                    | Paseo de Europa Nº26                             | 152C 154 156 161 180 181 182 183 N103 4 7                                                                                 |                        |
| 12421 |      | San Sebastián de los Reyes | Paseo de Europa - Avenida de los Montes de Oca                | Paseo de Europa Nº14                             | 171 180 181 182 183 191193194195196197N103 N104                                                                           |                        |
| 11402 |      | San Sebastián de los Reyes | Paseo de Europa - Glorieta de Antoni Gaudí                    | Paseo de Europa Nº7                              | 171 180 181 182 183 191193194195196197N103 N104                                                                           |                        |
| 17474 |      | San Sebastián de los Reyes | Paseo de Europa - Hospital Infanta Sofía                      | Paseo de Europa Nº11                             | 152C 161 166 171 180 181 182 183 191193194195196197210 N103 N104                                                          | Hospital Infanta Sofía |
| Los servicios que pasan por el Hospital Infanta Sofía realizan la siguiente parada                                             |      |                            |                                                               |                                                  | |                        |
| 17025 |      | San Sebastián de los Reyes | Paseo de Europa - Hospital Infanta Sofía                      | Paseo de Europa Nº11                             | 166 171 180 181 182 183 184 191193194195196197210 N103 N104                                                               | Hospital Infanta Sofía |
| Los servicios que pasan por el Hospital Infanta Sofía, Alcobendas y San Sebastián de los Reyes realizan las siguientes paradas |      |                            |                                                               |                                                  | |                        |
| 16437 |      | San Sebastián de los Reyes | Carretera Antigua de Burgos - Centro Comercial Alegra         | N-1 km. 19,9                                     | 161 166 171 180 181 182 183 185 191193194195196197210 N103 N104                                                           |                        |
| 06694 |      | San Sebastián de los Reyes | Carretera Antigua de Burgos - La Granjilla                    | N-1 km. 20,3                                     | 161 166 171 180 181 182 183 185 N103                                                                                      |                        |
| 06695 |      | San Sebastián de los Reyes | Carretera Antigua de Burgos - Caravanas                       | N-1 km. 21,9                                     | 161 166 171 180 181 182 183 185 N103                                                                                      |                        |
| Paradas del itinerario normal                                                                                                  |      |                            |                                                               |                                                  | |                        |
| 10227 |      | San Sebastián de los Reyes | Carretera M-100 - Camino viejo de Barajas                     | M-100 km. 22,2                                   | 180 181 182 183 184 185 197 210 N103                                                                                      |                        |
| 06736 |      | San Sebastián de los Reyes | Carretera M-100 - El Casetón                                  | M-100 km. 21,6                                   | 180 181 182 183 184 185 197 210 N103                                                                                      |                        |
| 06737 |      | Algete                     | Carretera M-106 - Polígono industrial Río de Janeiro          | M-106 km. 3,5                                    | 180 181 182 184 N103 |                        |
| 13125 |      | Algete                     | Carretera M-106 - Polígono industrial La Garza                | M-106 km. 3                                      | 180 181 182 184 N103 |                        |
| 06739 |      | Algete                     | Carretera M-106 - Polígono industrial El Nogal                | M-106 km. 2,7                                    | 180 181 182 184 N103 |                        |
| 06740 |      | Algete                     | Calle Mayor - Calle de San Juan de la Cruz                    | Calle Mayor Nº50                                 | 180 181 182 183 185 263                                                                                                   |                        |
| 13074 |      | Algete                     | Calle del Caldo - Casa de la Juventud                         | Calle del Caldo S/N.º                            | 180 181 182 183 263 N103 i1                                                                                               |                        |
| 06741 |      | Algete                     | Calle Ronda de la Constitución - Calle de Alcalá              | Calle Ronda de la Constitución Nº137             | 180 181 182 183 263 N103 i1                                                                                               |                        |
| 11698 |      | Algete                     | Calle Ronda de la Constitución - Calle de la Fuente del Noque | Calle Ronda de la Constitución Nº113             | 180 181 182 183 263 N103 i1                                                                                               |                        |
| 09542 |      | Alalpardo                  | Avenida de la Paz - Urbanización Miraval                      | Avenida de la Paz Nº22                           | 182 254 |                        |
| 16133 |      | Alalpardo                  | Calle de San Sebastián - consultorio médico                   | Calle de San Sebastián Nº3                       | 182 254 |                        |
| 16134 |      | Alalpardo                  | Alalpardo - Calle de San Sebastián                            | Calle de Carlos Martín Álvarez Nº8               | 182 254 |                        |
| 10551 |      | Alalpardo                  | Carretera M-123 - Urbanización El Retorno                     | Carretera M-123 km. 5,7                          | 182 254 |                        |
| 11701 |      | Valdeolmos                 | Valdeolmos - Plaza Nacional                                   | Calle Subida a la Iglesia Nº8                    | 182 254 |                        |
| Los servicios que continúan a El Casar, Mesones, Tamajón y Arroyo de las Fraguas no realizan la siguiente parada               |      |                            |                                                               |                                                  | |                        |
| 18125 |      | Valdeolmos                 | Valdeolmos - Calle de Zarzuela                                | Calle de Zarzuela Nº2                            | 182 |                        |
| Los servicios que continúan a El Casar, Mesones, Tamajón y Arroyo de las Fraguas realizan las siguientes paradas               |      |                            |                                                               |                                                  | |                        |
| 19175 |      | Valdeolmos                 | Carretera M-123 - Centro de Investigación                     | Carretera M-123 km. 7,8                          | 182 |                        |
| 19178 |      | Valdeolmos                 | Carretera M-123 - Urbanización Las Piedras                    | Carretera M-123 km. 8,4                          | 182 |                        |
| 10022 |      | Ribatejada                 | Carretera M-123 - Zarzuela del Monte                          | Carretera M-123 km. 9,7                          | 182 |                        |
| 12334 |      | Ribatejada                 | Carretera M-123 - Finca Mirador                               | Carretera M-123 km. 11,6                         | 182 |                        |
| 18745 |      | El Casar                   | Carretera de Algete - Urbanización Montecalderón              | Carretera CM-111 Nº2                             | 182 |                        |
| 18758 |      | El Casar                   | Calle La Unión - Calle de Juan Carlos I                       | Calle de Juan Carlos I S/N.º                     | 182 184 |                        |
| Los servicios que continúan a Mesones realizan la siguiente parada                                                             |      |                            |                                                               |                                                  | |                        |
| 18742 |      | Mesones                    | Mesones - Plaza de la Fuente                                  | Calle de la Fuente S/N.º                         | 182 184 |                        |
| Los servicios que continúan a Tamajón y Arroyo de las Fraguas realizan las siguientes paradas                                  |      |                            |                                                               |                                                  | |                        |
| 18741 |      | Mesones                    | Carretera de Valdenuño - Cruce Mesones                        | Carretera de Mesones-Valdenuño S/N.º             | 182 |                        |
| 18739 |      | Valdenuño Fernández        | Valdenuño Fernández - Calle el Calvario                       | Calle el Calvario s/n.                           | 182 |                        |
| 18737 |      | Valdenuño Fernández        | Carretera de Viñuelas - Urbanización La Dehesa                | Carretera de Valdenuño-Viñuelas S/N.º            | 182 |                        |
| 18734 |      | Viñuelas                   | Viñuelas - Carretera de Valdenuño                             | Carretera de Valdenuño S/N.º                     | 182 |                        |
| 18733 |      | El Cubillo de Uceda        | El Cubillo de Uceda - Carretera de Guadalajara                | Carretera de Guadalajara S/N.º                   | 182 |                        |
| 18731 |      | Casa de Uceda              | Casa de Uceda - Carretera de Torrelaguna                      | Carretera de Torrelaguna S/N.º                   | 182 |                        |
| 19078 |      | Matarrubia                 | Matarrubia - Urbanización Montehueco                          | Carretera CM-1001 km. 0                          | 182 |                        |
| 18728 |      | Puebla de Beleña           | Puebla de Beleña - Calle Real                                 | Calle Real s/n                                   | 182 |                        |
| Los servicios que continúan a Tamajón realizan las siguientes paradas                                                          |      |                            |                                                               |                                                  | |                        |
| 18726 |      | La Mierla                  | Carretera de Tamajón - Cruce de La Mierla                     | Carretera de Guadalajara S/N.º                   | 182 |                        |
| 18725 |      | Puebla de Valles           | Carretera de Tamajón - Cruce de Puebla de Valles              | Carretera de Puebla de Valles S/N.º              | 182 |                        |
| 18721 |      | Retiendas                  | Carretera de Tamajón - Cruce de Retiendas                     | Carretera de Guadalajara S/N.º                   | 182 |                        |
| 18717 |      | Tamajón                    | Tamajón - Calle Nueva                                         | Calle de Enmedio S/N.º                           | 182 |                        |
| Los servicios que continúan a Arroyo de las Fraguas realizan las siguientes paradas                                            |      |                            |                                                               |                                                  | |                        |
| 18719 |      | Cogolludo                  | Cogolludo - Centro de salud                                   | Carretera de Humanes S/N.º                       | 182 |                        |
| 18715 |      | Veguillas                  | Veguillas - Camino de la Cantera                              | Carretera de Veguillas Nº2                       | 182 |                        |
| 18713 |      | Arroyo de las Fraguas      | Arroyo de las Fraguas - Carretera de Guadalajara              | Carretera de Guadalajara S/N.º                   | 182 |                        |

1. ↑  A efectos de nomenclatura, para las líneas de la EMT esta parada se llama Paseo de la Castellana - Nudo Norte
2. 1 2 3 4 5 6 7 8 9 10 11 12 13 14 15 16 17 18 19 20 21 22 23 24 25 26 27 28 29 30 31 32 33 34 35 36 37 38 39 40 41 42 43 44 45 46 47 48 49 50 51  Sólo permite la subida de viajeros
3. 1 2 3 4 5 6 7  Sólo permite el descenso de viajeros

### Sentido Madrid (Plaza de Castilla)
El recorrido en sentido Madrid es igual al de ida pero en sentido contrario excepto en determinados puntos:
- En Alalpardo realiza 1 parada en vez de 2 en el casco urbano.
- En Algete la línea circula por la calle San Roque hasta llegar a la plaza de la Constitución (1 parada), donde se incorpora a la calle Mayor (1 parada), saliendo de Algete con dirección a San Sebastián de los Reyes por la carretera M-106. No circula por la calle Ronda de la Constitución ni calle del Caldo, por lo que realiza 2 paradas menos en el casco urbano de Algete.
- En Algete la parada 13125 - Carretera M-106 - Polígono Industrial La Garza no tiene pareja para las expediciones de vuelta.
- Dentro de Alcobendas, circula por el bulevar de Salvador Allende en lugar de por la avenida Olímpica, antes de salir a la vía de servicio de la A-1.
- En la vía de servicio de la A-1 realiza adicionalmente las paradas 06864 - Carretera A-1 - El Encinar de los Reyes y 3265 - Avenida de Burgos Nº87 - Paso Elevado. Las parejas de las paradas 06864 y 3265 no se realizan a la ida.

| Código | Zona | Localidad                  | Denominación                                          | Ubicación                                  | Líneas de la parada                                                                                       | Metro                  |
| --- | ---- | -------------------------- | ----------------------------------------------------- | ------------------------------------------ | --- | ---------------------- |
| Los servicios que proceden de Arroyo de las Fraguas realizan las siguientes paradas                                            |      |                            |                                                       |                                            | |                        |
| 18713 |      | Arroyo de las Fraguas      | Arroyo de las Fraguas - Carretera de Guadalajara      | Carretera de Guadalajara S/N.º             | 182 |                        |
| 18714 |      | Veguillas                  | Veguillas - Camino de la Cantera                      | Carretera de Veguillas Nº2                 | 182 |                        |
| 18718 |      | Cogolludo                  | Cogolludo - Centro de salud                           | Carretera de Humanes S/N.º                 | 182 |                        |
| Los servicios que proceden de Tamajón realizan las siguientes paradas                                                          |      |                            |                                                       |                                            | |                        |
| 18717 |      | Tamajón                    | Tamajón - Calle Nueva                                 | Calle de Enmedio S/N.º                     | 182 |                        |
| 18720 |      | Retiendas                  | Carretera de Tamajón - Cruce de Retiendas             | Carretera de Guadalajara S/N.º             | 182 |                        |
| 18724 |      | Puebla de Valles           | Carretera de Tamajón - Cruce de Puebla de Valles      | Carretera de Puebla de Valles S/N.º        | 182 |                        |
| 18727 |      | La Mierla                  | Carretera de Tamajón - Cruce de La Mierla             | Carretera de Guadalajara S/N.º             | 182 |                        |
| Los servicios que proceden de Tamajón y Arroyo de las Fraguas realizan las siguientes paradas                                  |      |                            |                                                       |                                            | |                        |
| 18729 |      | Puebla de Beleña           | Puebla de Beleña - Calle Real                         | Calle Real S/N.º                           | 182 |                        |
| 19079 |      | Matarrubia                 | Matarrubia - Urbanización Montehueco                  | Carretera CM-1001 km. 0                    | 182 |                        |
| 18730 |      | Casa de Uceda              | Casa de Uceda - Carretera de Torrelaguna              | Carretera de Torrelaguna S/N.º             | 182 |                        |
| 18732 |      | El Cubillo de Uceda        | El Cubillo de Uceda - Carretera de Guadalajara        | Carretera de Guadalajara S/N.º             | 182 |                        |
| 18735 |      | Viñuelas                   | Viñuelas - Carretera de Valdenuño                     | Carretera de Valdenuño s/n                 | 182 |                        |
| 18736 |      | Valdenuño Fernández        | Carretera de Viñuelas - Urbanización La Dehesa        | Carretera de Valdenuño-Viñuelas S/N.º      | 182 |                        |
| 18738 |      | Valdenuño Fernández        | Valdenuño Fernández - Calle el Calvario               | Calle el Calvario S/N.º                    | 182 |                        |
| 18740 |      | Mesones                    | Carretera de Valdenuño - Cruce Mesones                | Carretera de Mesones-Valdenuño S/N.º       | 182 |                        |
| Los servicios que proceden de El Casar, Tamajón y Arroyo de las Fraguas realizan las siguientes paradas                        |      |                            |                                                       |                                            | |                        |
| 18758 |      | El Casar                   | Calle La Unión - Calle de Juan Carlos I               | Calle de Juan Carlos I S/N.º               | 182 184                                                                                                   |                        |
| 18744 |      | El Casar                   | Carretera de Algete - Urbanización Montecalderón      | Carretera CM-111 Nº2                       | 182 |                        |
| 10050 |      | Ribatejada                 | Carretera M-123 - Zarzuela del Monte                  | Carretera M-123 km. 9,7                    | 182 |                        |
| 19179 |      | Valdeolmos                 | Carretera M-123 - Urbanización Las Piedras            | Carretera M-123 km. 8,3                    | 182 |                        |
| 19177 |      | Valdeolmos                 | Carretera M-123 - Centro de Investigación             | Carretera M-123 km. 7,7                    | 182 |                        |
| Los servicios que proceden de El Casar, Tamajón y Arroyo de las Fraguas no realizan la siguiente parada                        |      |                            |                                                       |                                            | |                        |
| Parada del itinerario normal                                                                                                   |      |                            |                                                       |                                            | |                        |
| 18125 |      | Valdeolmos                 | Valdeolmos - Calle de Zarzuela                        | Calle de Zarzuela Nº2                      | 182 |                        |
| Paradas del itinerario normal                                                                                                  |      |                            |                                                       |                                            | |                        |
| 09541 |      | Valdeolmos                 | Valdeolmos - Plaza Nacional                           | Plaza Nacional Nº1                         | 182 254                                                                                                   |                        |
| 10024 |      | Alalpardo                  | Carretera M-123 - Urbanización El Retorno             | Carretera M-123 km. 5,7                    | 182 254                                                                                                   |                        |
| 10023 |      | Alalpardo                  | Alalpardo - Calle de Carlos Martín Álvarez            | Calle de José Antonio Nº19                 | 182 254                                                                                                   |                        |
| 09542 |      | Alalpardo                  | Avenida de la Paz - Urbanización Miraval              | Avenida de la Paz Nº22                     | 182 254                                                                                                   |                        |
| 06743 |      | Algete                     | Plaza de la Constitución - Biblioteca                 | Plaza de la Constitución Nº5               | 180 181 182 183 263 N103 i1                                                                               |                        |
| 06744 |      | Algete                     | Calle Mayor - Parque de los Olivos                    | Calle Mayor Nº50                           | 180 181 182 183 185 263 N103                                                                              |                        |
| 06745 |      | Algete                     | Carretera M-106 - Polígono industrial El Nogal        | M-106 km. 2,7                              | 180 181 182 184 185 N103                                                                                  |                        |
| 06746 |      | Algete                     | Carretera M-106 - Polígono industrial Río de Janeiro  | M-106 km. 3,5                              | 180 181 182 184 185 N103                                                                                  |                        |
| 06747 |      | San Sebastián de los Reyes | Carretera M-100 - El Casetón                          | M-100 km. 21,6                             | 180 181 182 183 184 185 197210N103                                                                        |                        |
| 10228 |      | San Sebastián de los Reyes | Carretera M-100 - Camino viejo de Barajas             | M-100 km. 22,4                             | 180 181 182 183 184 185 197210N103                                                                        |                        |
| Los servicios que pasan por el Hospital Infanta Sofía, Alcobendas y San Sebastián de los Reyes realizan las siguientes paradas |      |                            |                                                       |                                            | |                        |
| 06749 |      | San Sebastián de los Reyes | Carretera Antigua de Burgos - Granja Escuela          | N-1 km. 21,9                               | 161 166 171 180 181 182 183 184 185 N103                                                                  |                        |
| 06750 |      | San Sebastián de los Reyes | Carretera Antigua de Burgos - La Granjilla            | N-1 km. 20,4                               | 161 166 171 180 181 182 183 184 185 N103                                                                  |                        |
| 16438 |      | San Sebastián de los Reyes | Carretera Antigua de Burgos - Centro Comercial Alegra | N-1 km. 19,9                               | 166 171 180 181 182 183 184 185 191193194195196197210N103 N104                                            |                        |
| 17025 |      | San Sebastián de los Reyes | Paseo de Europa - Hospital Infanta Sofía              | Paseo de Europa Nº11                       | 166 171 180 181 182 183 184 191193194195196197210N103 N104                                                | Hospital Infanta Sofía |
| Los servicios que pasan por Alcobendas y San Sebastián de los Reyes realizan las siguientes paradas                            |      |                            |                                                       |                                            | |                        |
| 10019 |      | San Sebastián de los Reyes | Paseo de Europa - Glorieta de Antoni Gaudí            | Paseo de Europa Nº7                        | 171 180 181 182 183 184 191193194195196197N103 N104                                                       |                        |
| 12422 |      | San Sebastián de los Reyes | Paseo de Europa - Avenida de los Montes de Oca        | Paseo de Europa Nº1                        | 171 180 181 182 183 184 191193194195196197N103 N104                                                       |                        |
| 17238 |      | San Sebastián de los Reyes | Paseo de Europa - Calle de Leopoldo Gimeno            | Paseo de Europa Nº26                       | 152C 156 161 171 180 181 182 183 184 N102 N103 4 5                                                        |                        |
| 06751 |      | San Sebastián de los Reyes | Paseo de Europa - Parque Picos de Olite               | Paseo de Europa Nº26                       | 152C 156 161 171 180 181 182 183 184 191 193 194 195 196 197 N102 N103 N104 VAC-2424 5                    |                        |
| 15191 |      | San Sebastián de los Reyes | Paseo de Europa - Avenida de España                   | Paseo de Europa Nº26                       | 152C 156 161 171 180 181 182 183 184 191193194195196197N102 N103 N1044 5                                  |                        |
| 06752 |      | Alcobendas                 | Bulevar de Salvador Allende - Calle de Soria          | Bulevar de Salvador Allende Nº19           | 181 182 183 184 191193194195196197N103 N104VAC-242                                                        |                        |
| Paradas del itinerario normal                                                                                                  |      |                            |                                                       |                                            | |                        |
| 06863 |      | Alcobendas                 | Carretera A-1 - Calle de Cuesta Blanca                | Carretera de Irún km. 14,2                 | 151 152C 153 154C 156 158 159 161 171 181 182 183 184 185 N101 N102 N103                                  |                        |
| 06864 |      | Alcobendas                 | Carretera A-1 - El Encinar de los Reyes               | Carretera de Irún km. 13                   | 151 152C 153 154C 155 156 158 159 161 171 181 182 183 184 185 N101 N102 N103                              |                        |
| 06865 |      | Madrid                     | Avenida de Burgos - Dominicos                         | Avenida de Santo Domingo de la Calzada Nº1 | 151 152C 153 154C 155 156 157 157C 158 159 161 171 181 182 183 184 185 N101 N102 N103                     |                        |
| 50000 |      | Madrid                     | Avenida de Burgos - Centro Financiero                 | Avenida de Burgos Nº135                    | 151 152C 153 154C 155 156 157 157C 158 159 161 171 181 182 183 184 185 N101 N102 N103                     |                        |
| 3602 |      | Madrid                     | Avenida de Burgos Nº93                                | Avenida de Burgos km. 10,1                 | 173 174 176 SE833 151 152C 153 154C 155 155B 156 157 157C 159 161 171 181 182 183 184 185 N101 N102 N103  |                        |
| 3265 |      | Madrid                     | Avenida de Burgos Nº87 - Paso Elevado                 | Avenida de Burgos Nº87                     | 173 174 176 SE833 151 152C 153 154C 155 155B 156 157 157C 159 161 171 181 182 183 184 185 N101 N102 N103  |                        |
| 10550 |      | Madrid                     | Paseo de la Castellana - Hospital La Paz              | Paseo de la Castellana Nº296               | 151 152C 153 154C 155 155B 156 157 157C 159 161 181 182 183 184 185 191193194195196197N101 N102 N103 N104 | Begoña                 |
| Terminal de las expediciónes que terminan en la superficie del Intercambiador de Plaza de Castilla                             |      |                            |                                                       |                                            | |                        |
| 18074 |      | Madrid                     | Intercambiador de Plaza de Castilla                   | Paseo de la Castellana Nº195               | Descenso antes de la dársena 42                                                                           | Plaza de Castilla      |
| Terminal del itinerario normal                                                                                                 |      |                            |                                                       |                                            | |                        |
| 17472 |      | Madrid                     | Intercambiador de Plaza de Castilla                   | Avenida de Asturias Nº2                    | Descenso en las dársenas 8, 9 y 10.                                                                       | Plaza de Castilla      |

1. 1 2 3 4 5 6 7 8 9 10 11 12 13 14 15 16 17 18 19 20 21 22 23 24 25 26 27 28 29 30 31 32 33 34 35 36 37 38 39 40 41 42 43 44 45 46 47 48 49 50 51 52 53 54 55 56 57  Solo permite el descenso de viajeros
2. ↑  A efectos de nomenclatura, para las líneas de la EMT esta parada se llama Avenida de Burgos - Avenida de Manoteras